# Te Uku

Te Uku é uma localidade da Nova Zelândia. Fica próximo do litoral oeste, às margens da State Highway. A cidade mais próxima é Raglan, 7 quilômetros a noroeste.